# Antigorit
Antigorit, auch als Blätterserpentin bekannt, ist ein häufig vorkommendes Mineral aus der Serpentingruppe innerhalb der Mineralklasse der „Silikate und Germanate“ mit der idealisierten, chemischen Zusammensetzung Mg6[(OH)8|Si4O10] und damit chemisch gesehen ein Magnesium-Silikat mit zusätzlichen Hydroxidionen. Strukturell gehört Antigorit zu den Schichtsilikaten (Phyllosilikaten).
Aufgrund der Mischkristallbildung mit eisenhaltigen Serpentin-Mineralen wird die Formel in verschiedenen Quellen auch mit (Mg,Fe2+)6[(OH)8|Si4O10] angegeben, wobei sich die in den runden Klammern angegebenen Elemente Magnesium und Eisen sich in der Formel jeweils gegenseitig vertreten können (Substitution, Diadochie), jedoch immer im selben Mengenverhältnis zu den anderen Bestandteilen des Minerals stehen.
Antigorit kristallisiert im monoklinen Kristallsystem und entwickelt selten kleine, tafelige Kristalle. Meist findet er sich in Form blättriger bis faseriger Mineral-Aggregate von hellgrüner bis dunkelgrüner, seltener auch weißer, grauer, gelblicher oder bräunlicher Farbe.

## Etymologie und Geschichte
Erstmals entdeckt wurde Antigorit im Valle Antigorio in der norditalienischen Region Piemont und beschrieben 1840 durch Eduard Schweizer, der das Mineral nach seiner Typlokalität benannte.
Als Co-Typlokalität gilt das Gebiet am Geisspfad im Binntal im Schweizer Kanton Wallis. Typmaterial des Minerals wird im ETH Zürich in der Schweiz aufbewahrt (Katalog-Nr. Wi4868).

## Klassifikation
Bereits in der veralteten 8. Auflage der Mineralsystematik nach Strunz gehörte der Antigorit zur Mineralklasse der „Silikate und Germanate“ und dort zur Abteilung der „Schichtsilikate (Phyllosilikate)“, wo er zusammen mit Amesit, Berthierin, Chrysotil, Cronstedtit, Greenalith, Grovesit (diskreditiert als Varietät von Pennantit), Karyopilit, Lizardit und Népouit die „Serpentin-Reihe (trioktaedrisch)“ mit der System-Nr. VIII/E.10b bildete.
Im Lapis-Mineralienverzeichnis nach Stefan Weiß, das sich aus Rücksicht auf private Sammler und institutionelle Sammlungen noch nach dieser alten Form der Systematik von Karl Hugo Strunz richtet, erhielt das Mineral die System- und Mineral-Nr. VIII/H.27-10. In der „Lapis-Systematik“ entspricht dies ebenfalls der Abteilung „Schichtsilikate“, wo Antigorit zusammen mit Amesit, Berthierin, Brindleyit, Carlosturanit, Chrysotil, Cronstedtit, Dozyit, Fraipontit, Greenalith, Guidottiit, Karpinskit, Karyopilit, Kellyit, Lizardit, Népouit und Pecorait die „Serpentingruppe“ bildet (Stand 2018).
Die seit 2001 gültige und von der International Mineralogical Association (IMA) bis 2009 aktualisierte 9. Auflage der Strunz’schen Mineralsystematik ordnet den Antigorit ebenfalls in die Abteilung der „Schichtsilikate (Phyllosilikate)“ ein. Diese ist allerdings weiter unterteilt nach der Schichtstruktur, so dass das Mineral entsprechend seiner Zusammensetzung in der Unterabteilung „Schichtsilikate (Phyllosilikate) mit Kaolinitschichten, zusammengesetzt aus tetraedrischen und oktaedrischen Netzen“ zu finden ist, wo es ebenfalls zusammen mit Amesit, Berthierin, Brindleyit, Chrysotil, Cronstedtit, Fraipontit, Greenalit, Karyopilit, Kellyit, Lizardit, Manandonit, Népouit und Pecorait die „Serpentingruppe“ mit der System-Nr. 9.ED.15 bildet.
Auch die vorwiegend im englischen Sprachraum gebräuchliche Systematik der Minerale nach Dana ordnet den Antigorit in die Klasse der „Silikate und Germanate“ und dort in die Abteilung der „Schichtsilikatminerale“ ein. Hier ist er als einziges Mitglied in der „Serpentingruppe“ mit der System-Nr. 71.01.02a innerhalb der Unterabteilung „Schichtsilikate: Schichten von sechsgliedrigen Ringen mit 1:1-Lagen“ zu finden.

## Modifikationen und Varietäten

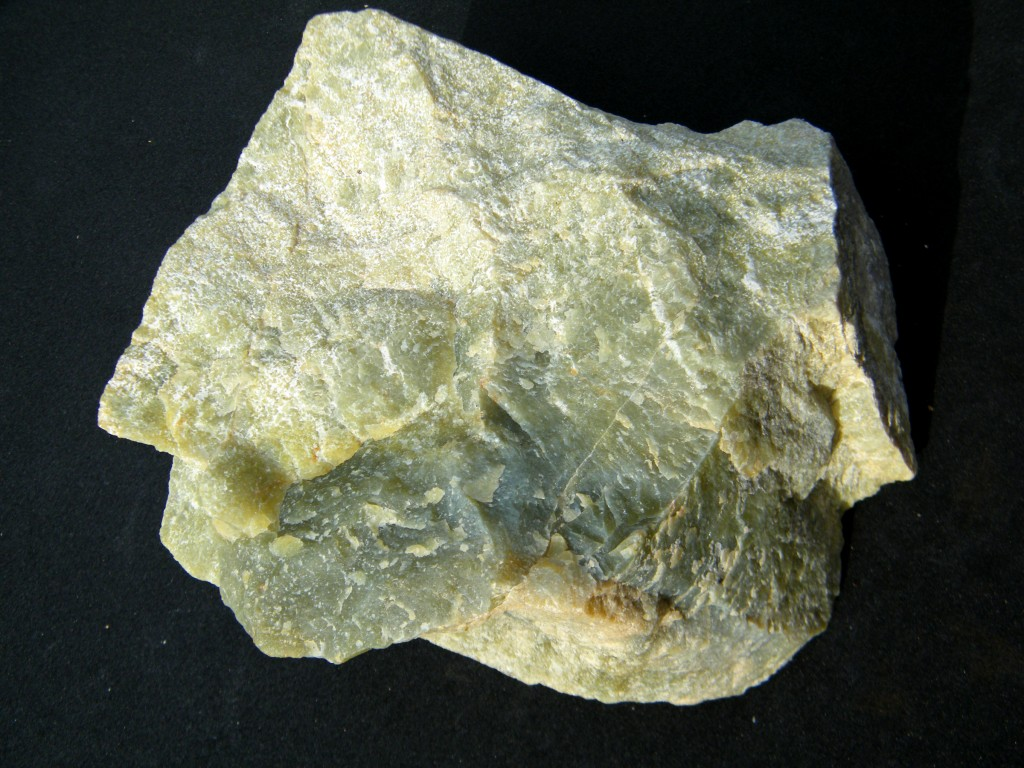
Bowenit aus der Asbestos Mine, Thurman Township, Warren County (New York), USA (Größe: 5" × 4" × 2.5"; entspricht 12,7 cm × 10,16 cm × 6,35 cm)

Die Verbindung Mg6[(OH)8|Si4O10] ist trimorph und kommt neben dem monoklin kristallisierenden Antigorit noch als monoklin oder orthorhombisch kristallisierender Chrysotil (Klinochrysotil, Orthochrysotil und Parachrysotil) sowie als monoklin, trigonal oder hexagonal kristallisierender Lizardit (Lizardit-1M, Lizardit-1T, Lizardit-6T1, Lizardit-2H1 und Lizardit-2H2), wobei sich die monoklinen Modifikationen jeweils in ihrer Raumgruppe unterscheiden.
Als „Bowenit“ wird eine hell- bis dunkelapfelgrüne Varietät von Antigorit bezeichnet, die in derben Aggregaten vorkommt und deren Oberflächenmaserung oft gefleckt oder gewolkt erscheint. James Dwight Dana prägte den Namen 1850 zu Ehren von George Thomas Bowen (1803–1828), einem Chemiker, Mineralogen und ehemaligen Professor der University of Nashville.
„Bastit“ oder auch „Schillerspat“ ist dagegen eine Pseudomorphose von Antigorit nach Enstatit.

## Bildung und Fundorte

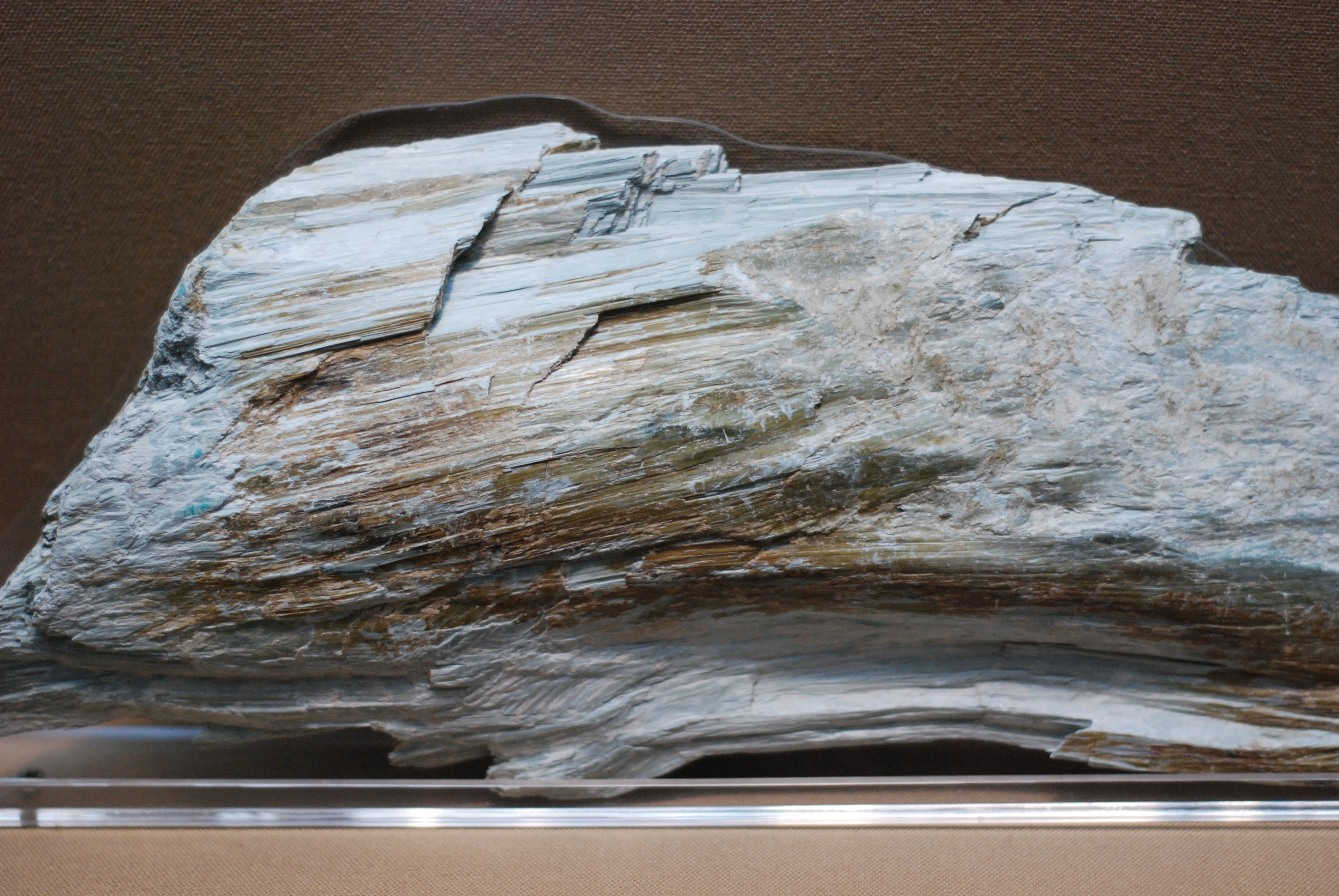
Faseriger Antigorit aus der Mina Rivadavia, Rivadavia (Mendoza), Spanien – Ausgestellt im La-Plata-Museum

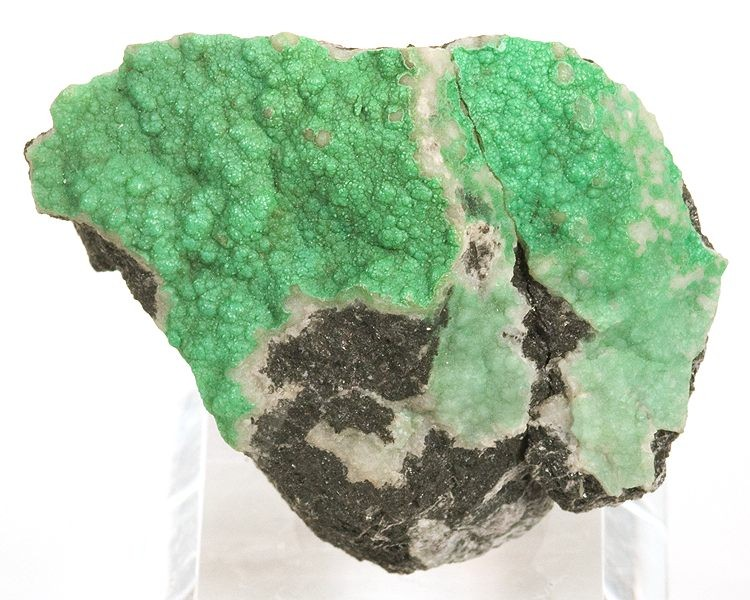
Hellgrüner Antigorit (Synonym Genthit) aus der Wood’s Chrome Mine, Texas, Lancaster County (Pennsylvania), USA (Größe: 4,6 cm × 3,9 cm × 1,9 cm)

Antigorit bildet sich im Allgemeinen metamorph vor allem aus Serpentinit, aber auch anderen ultrabasischen Gesteinen, wo er meist in Paragenese mit anderen Serpentinmineralen, Chromit, Magnetit und/oder Olivin auftritt. Des Weiteren kann Antigorit durch hydrothermale Metasomatose in Dolomit, Kalkstein und Marmor entstehen.
Auch wenn die Serpentine insgesamt zu den häufig vorkommenden und gesteinsbildenden Mineralen zählen, ist das als Antigorit anzusprechende Mineral eine eher seltene Mineralbildung, die an verschiedenen Fundorten zum Teil zwar reichlich vorhanden sein kann, insgesamt aber wenig verbreitet ist. Weltweit gelten bisher rund 600 Fundorte als bekannt (Stand 2014). Neben seiner Typlokalität Valle Antigorio und nahe der in diesem Tal gelegenen Gemeinde Baceno trat das Mineral in Italien noch an vielen Stellen in der Region Piemont zutage wie unter anderem bei Piasco, Cálea (Gemeinde Lessolo), Rocca Canavese, Balangero und Alagna Valsesia. Daneben wurde es noch an verschiedenen Fundpunkten im Aostatal sowie in den Regionen Ligurien, Lombardei, Sardinien, Trentino-Südtirol, Toskana und Venetien gefunden.
In Deutschland konnte Antigorit bisher nur im Steinbruch „Winterbauernhof“ bei Schuttertal und am Scheibenfelsen nahe der Gemeinde Todtmoos in Baden-Württemberg, im Steinbruch „Heß“ bei Wurlitz (Rehau), in der ehemaligen Graphit-Grube Kropfmühl, am Peterlesstein bei Kupferberg und im Schacht „Heinrich“ bei Gailbach in Bayern; im Marmorbruch „Dr. Linck“ bei Hochstädten (Bensheim) in Hessen; am Backenberg bei Güntersen und in einem Gabbro-Steinbruch im Radautal in Niedersachsen; im Steinbruch „Kuhlenberg“ bei Silbach in Nordrhein-Westfalen; am Arensberg bei Zilsdorf in Rheinland-Pfalz sowie im Serpentinbruch Zöblitz, in der Grube „Adam Heber“ (Schacht 43) bei Neustädtel (Schneeberg), im Steinbruch „Diethensdorf“ bei Chemnitz-Markersdorf, am Pfaffenberg bei Waldheim, im Steinbruch Kiefernberg bei Hohenstein-Ernstthal und in einem Marmorbruch am Hohen Hain bei Limbach-Oberfrohna in Sachsen gefunden werden. Als gesteinsbildendes Mineral tritt Antigorit in den Serpentiniten der Oberpfalz insbesondere im Raum Erbendorf auf.
In Österreich fand man das Mineral unter anderem im Gebiet um Friesach-Hüttenberg, den Hohen Tauern von Kärnten bis Salzburg, an mehreren Fundpunkten in der Steiermark sowie im Virgen- und Zillertal in Tirol.
In der Schweiz trat Antigorit neben seiner Co-Typlokalität Geisspfad noch am Moirygletscher und auf der Riffelalp im Kanton Wallis, bei Cima Sgiu im Val Carassino im Kanton Tessin sowie am Cavloc-See im Fornotal (Tal des Fornogletschers), bei Cotschens am Lai da Marmorera und bei Quadrada im Puschlav-Tal im Kanton Graubünden auf.
Weitere Fundorte liegen unter anderem in Ägypten, Äthiopien, der Antarktis, Argentinien, Australien, Brasilien, Bulgarien, China, Ecuador, Finnland, Frankreich, Griechenland, Grönland, Indonesien, Japan, Kanada, der Republik Kongo, Kuba, Marokko, Myanmar (Burma), Neuseeland, Nordkorea, Norwegen, Oman, Pakistan, Polen, Rumänien, Russland, Schweden, Simbabwe, der Slowakei, Spanien, Südafrika, Taiwan, Tschechien, Ungarn, im Vereinigten Königreich (UK), den Vereinigten Staaten von Amerika (USA) und Zypern.

## Kristallstruktur
Antigorit kristallisiert monoklin in der Raumgruppe Cm (Raumgruppen-Nr. 8) mit den Gitterparametern a = 5,42 Å; b = 9,24 Å; c = 7,27 Å und β = 91,3° sowie einer Formeleinheit pro Elementarzelle.

## Verwendung

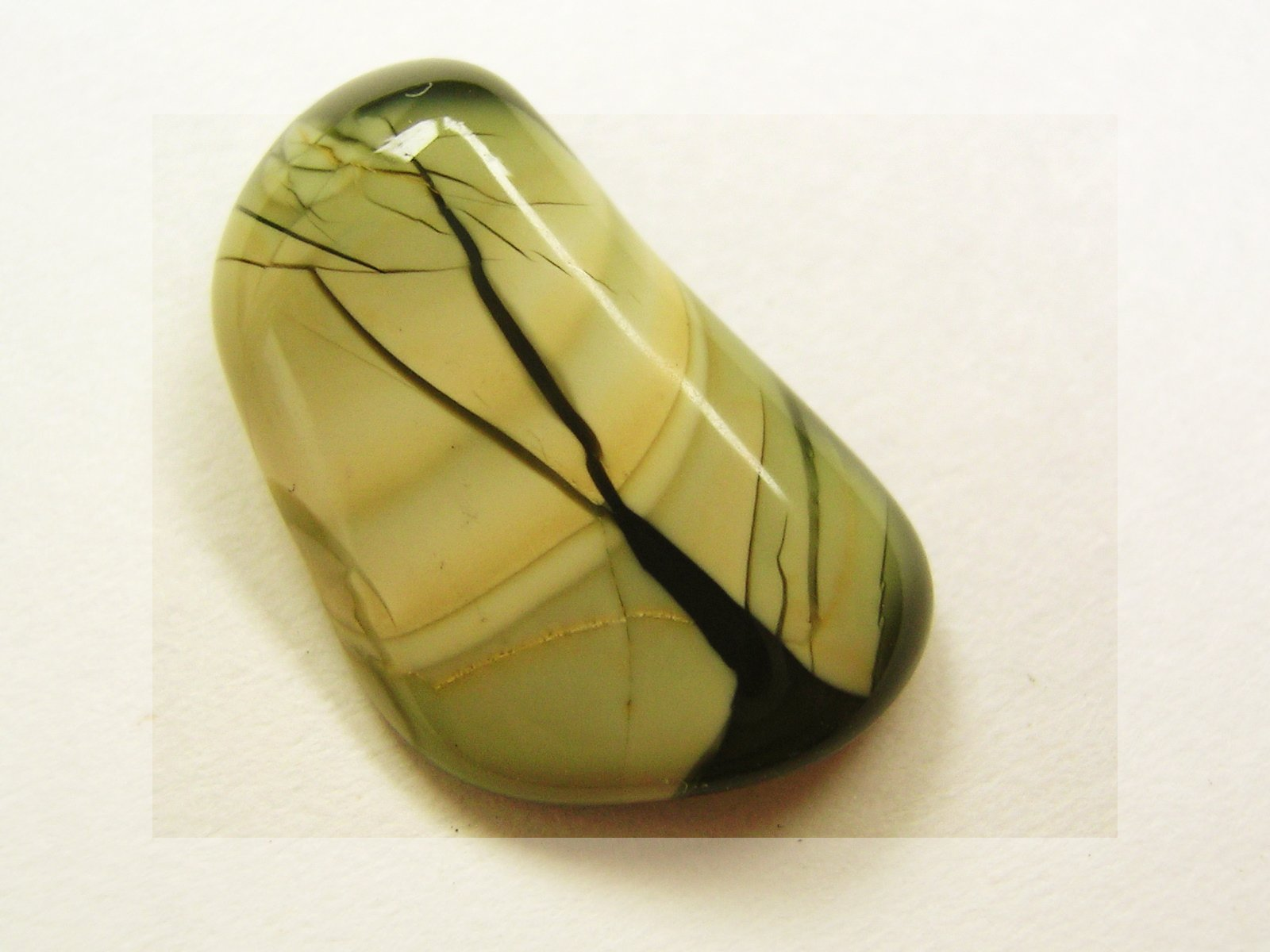
„Chyta“, Trommelstein

Qualitativ hochwertiger Antigorit wird zusammen mit anderen Serpentinmineralen unter dem Handelsnamen „Edler Serpentin“ als Werkstein in Architektur und Handwerk verwendet. Steine mit optisch ansprechender Textur werden gelegentlich zu Schmucksteinen verarbeitet, die bei faseriger Ausbildung einen seidenähnlichen Glanz aufweisen.
Bekannt ist unter anderem eine gelbgrün gefleckte oder melierte Antigorit-Varietät, die im Cabochonschliff oder als Trommelstein unter dem Handelsnamen „Chyta“ angeboten wird.